# 李令红
李令红（1953年—），浙江宁波人，汉族，中华人民共和国政治人物、全国人民代表大会浙江地区代表。
毕业于南京理工大学政治经济学、管理学专业，加入中国共产党，担任宁波港集团有限公司总裁。2008年起担任全国人大代表。2013年，被选为全国人大代表。